# مهرانه مهین‌ترابی
مهرانه مهین‌تُرابی (زادهٔ ۲۰ مرداد ۱۳۳۶) بازیگر ایرانی سینما و تلویزیون است.
مهین‌ترابی دارای کارشناسی بازیگری و کارگردانی از دانشکده هنرهای زیبای دانشگاه تهران است. نخستین تجربه بازیگری او در تئاتر تله نوشته محسن یلفانی و به کارگردانی دیانا در سال ۱۳۵۶ بود.
وی با فیلم گلبهار به کارگردانی تهمینه اردکانی در سال ۱۳۶۵ به سینما آمد و با مجموعه تلویزیونی مش خیرالله صندوقچه اسرار در سال ۱۳۷۰ وارد تلویزیون شد و با نقش آفرینی در مجموعه‌های همسران و خانهٔ سبز به اوج محبوبیت رسید.

## کارنامهٔ هنری

### سینمایی
- آتش‌بس ۲ (۱۳۹۳)
- دو (۱۳۹۳)
- پاتو زمین نذار (۱۳۸۷)
- جنایت و جنحه (۱۳۸۴)
- برگ برنده (۱۳۸۲)
- نگین (۱۳۸۰)
- شور زندگی (۱۳۷۷)
- سفر پرماجرا (۱۳۷۴)
- فاتح (۱۳۷۴)
- دادستان (۱۳۷۰)
- مسافران دره انار (۱۳۷۰)
- ملک خاتون (۱۳۶۹)
- راز کوکب (۱۳۶۸)
- دوران سربی (۱۳۶۷)
- ردپایی بر شن (۱۳۶۶)
- گلبهار (۱۳۶۵)

### مجموعه تلویزیونی
| سال       | نام                        | کارگردان                           | شبکه پخش کننده                                       |
| --------- | -------------------------- | ---------------------------------- | ---------------------------------------------------- |
| ۱۳۹۷      | آرماندو                    | احسان عبدی‌پور                      | شبکه ۱ / بازیگر مهمان                                |
| ۱۳۹۷      | دلدادگان                   | منوچهر هادی                        | شبکه ۳                                               |
| ۱۳۹۶      | آنام                       | جواد افشار                         | شبکه ۳                                               |
| ۱۳۹۳      | همه چیز آنجاست             | شهرام شاه‌حسینی                     | شبکه ۳                                               |
| ۱۳۹۲      | بچه‌های نسبتاً بد            | سیروس مقدم                         | شبکه ۱                                               |
| ۱۳۹۱      | زمانه                      | حسن فتحی                           | شبکه ۳                                               |
| ۱۳۹۱      | گپ                         | رامبد جوان                         | مهمان بخش یازدهم برنامه                              |
| ۱۳۸۹      | در مسیر زاینده‌رود          | حسن فتحی                           | شبکه ۳                                               |
| ۱۳۸۹–۱۳۸۸ | پرانتز باز                 | کیومرث پوراحمد                     | شبکه ۵                                               |
| ۱۳۸۸      | شمس‌العماره                 | سامان مقدم                         | شبکه ۲                                               |
| ۱۳۸۸–۱۳۸۷ | همه بچه‌های من              | مرضیه برومند                       | کارگردان تلویزیونی: «مسعود فروتن»                    |
| ۱۳۸۷      | مأمور بدرقه                | سعید سلطانی                        | شبکه ۵                                               |
| ۱۳۸۶      | تله‌فیلم «عشق گمشده»        | اسماعیل فلاح‌پور                    | شبکه ۲                                               |
| ۱۳۸۶–۱۳۸۵ | پنجره                      | سیدوحید حسینی                      | شبکه ۱                                               |
| ۱۳۸۵      | کتاب‌فروشی هدهد             | مرضیه برومند                       | ۳ - بازیگر مهمان                                     |
| ۱۳۸۵      | صاحبدلان                   | محمدحسین لطیفی                     | شبکه ۱                                               |
| ۱۳۸۵      | نرگس                       | سیروس مقدم                         | شبکه ۳                                               |
| ۱۳۸۳      | اگه بابام زنده بود         | همایون اسعدیان                     | در نقش «مامان بدری» در رمضان ۱۳۸۳ از شبکه یک پخش شد. |
| ۱۳۸۳      | قهر و آشتی                 | احمد رمضان‌زاده                     | شبکه ۵                                               |
| ۱۳۸۲      | بانویی دیگر                | سیروس مقدم                         | در نوروز ۱۳۸۳ از شبکه ۵ پخش شد.                      |
| ۱۳۸۲      | عروس                       | پویان طایفه                        | شبکه ۲                                               |
| ۱۳۸۱      | نوعروس                     | بیژن میرباقری                      | شبکه ۲                                               |
| ۱۳۸۱      | در کنار هم                 | فتحعلی اویسی                       | شبکه ۱                                               |
| ۱۳۸۱      | باران عشق                  | فریدون حسن‌پور احمد امینی           | شبکه ۵                                               |
| ۱۳۸۱–۱۳۷۸ | شب چراغ                    | امیر قویدل جمال شورجه مجید جوانمرد | در دهه فجر ۱۳۸۲ از شبکه ۲ پخش شد.                    |
| ۱۳۸۰      | یادداشت‌های کودکی           | پریسا بخت‌آور                       | شبکه ۵                                               |
| ۱۳۸۰–۱۳۷۹ | نیستان                     | حسین مختاری                        | شبکه ۳                                               |
| ۱۳۷۸–۱۳۷۹ | قطار ابدی                  | بهروز بقایی رضا عطاران             | شبکه ۳                                               |
| ۱۳۷۸      | دلبر آهنی                  | مهدی صباغ‌زاده                      | در نوروز ۱۳۷۹ از شبکه تهران پخش شد.                  |
| ۱۳۷۸      | داستان یک شهر              | اصغر فرهادی                        | شبکه ۵                                               |
| ۱۳۷۸      | روز ایپریت                 | احمد امینی                         |                                                      |
| ۱۳۷۸–۱۳۷۵ | آژانس دوستی                | گروه کارگردانان                    | بازیگر مهمان                                         |
| ۱۳۷۷      | راه سوم                    | قاسم جعفری                         | شبکه ۳                                               |
| ۱۳۷۵      | خانه سبز                   | بیژن بیرنگ مسعود رسام              | شبکه ۲                                               |
| ۱۳۷۵      | نوعی دیگر                  | بهروز بقایی                        | بازیگر مهمان                                         |
| ۱۳۷۵      | ب مثل بهار                 | مسعود شاه محمدی                    | در تعطیلات نوروز پخش می‌شد.                           |
| ۱۳۷۴      | آخرین فرصت                 | بهرام ری‌پور                        |                                                      |
| ۱۳۷۳      | بهاران در بهار             | غلامرضا رمضانی                     | در ماه رمضان ۱۳۷۴ از شبکه ۲ پخش شد.                  |
| ۱۳۷۳      | همسران                     | بیژن بیرنگ مسعود رسام              | شبکه ۲                                               |
| ۱۳۷۲      | تله‌تئاتر «استپان» (گروگان) | محمدجاوید مهتدی                    | شبکه ۲                                               |
| ۱۳۷۰      | مسافران دره انار           | یدالله نوعصری                      | در ۶ قسمت ۵۰ دقیقه‌ای از شبکه ۲ پخش شد.               |
| ۱۳۷۰      | مش‌خیرالله صندوقچه اسرار    | داریوش مؤدبیان حسین فردرو          | بازی در اپیزود «شتر و پنبه دانه»                     |

### شبکه خانگی
| سال  | نام            | سمت    | کارگردان    | توضیحات                                                               |
| ---- | -------------- | ------ | ----------- | --------------------------------------------------------------------- |
| ۱۳۹۳ | عشق تعطیل نیست | بازیگر | بیژن بیرنگ  | یک مجموعهٔ ۲۶ قسمتی که از ۶ بهمن ۱۳۹۳ در شبکه نمایش خانگی انتشار یافت. |
| ۱۴۰۱ | بی‌گناه         | بازیگر | مهران احمدی | هر هفته یکشنبه‌ها ساعت ۸ صبح در فیلیمو                                 |
| ۱۴۰۱ | مترجم          | بازیگر | بهرام توکلی | در حال پخش از نماوا                                                   |